# 赫尔曼·武尔夫
赫尔曼·武尔夫（1915年7月25日 - 1990年5月19日）是第二次世界大战期间纳粹德国德意志國防軍的一名军官，曾獲頒騎士鐵十字勳章。1945年5月至10月期間，他是苏联的战俘，後來他设法逃到西德。1956年，他加入新成立的德国联邦国防军，最終又當上了旅长。他退役後，成為一家航空公司的經理。